# Israir Airlines

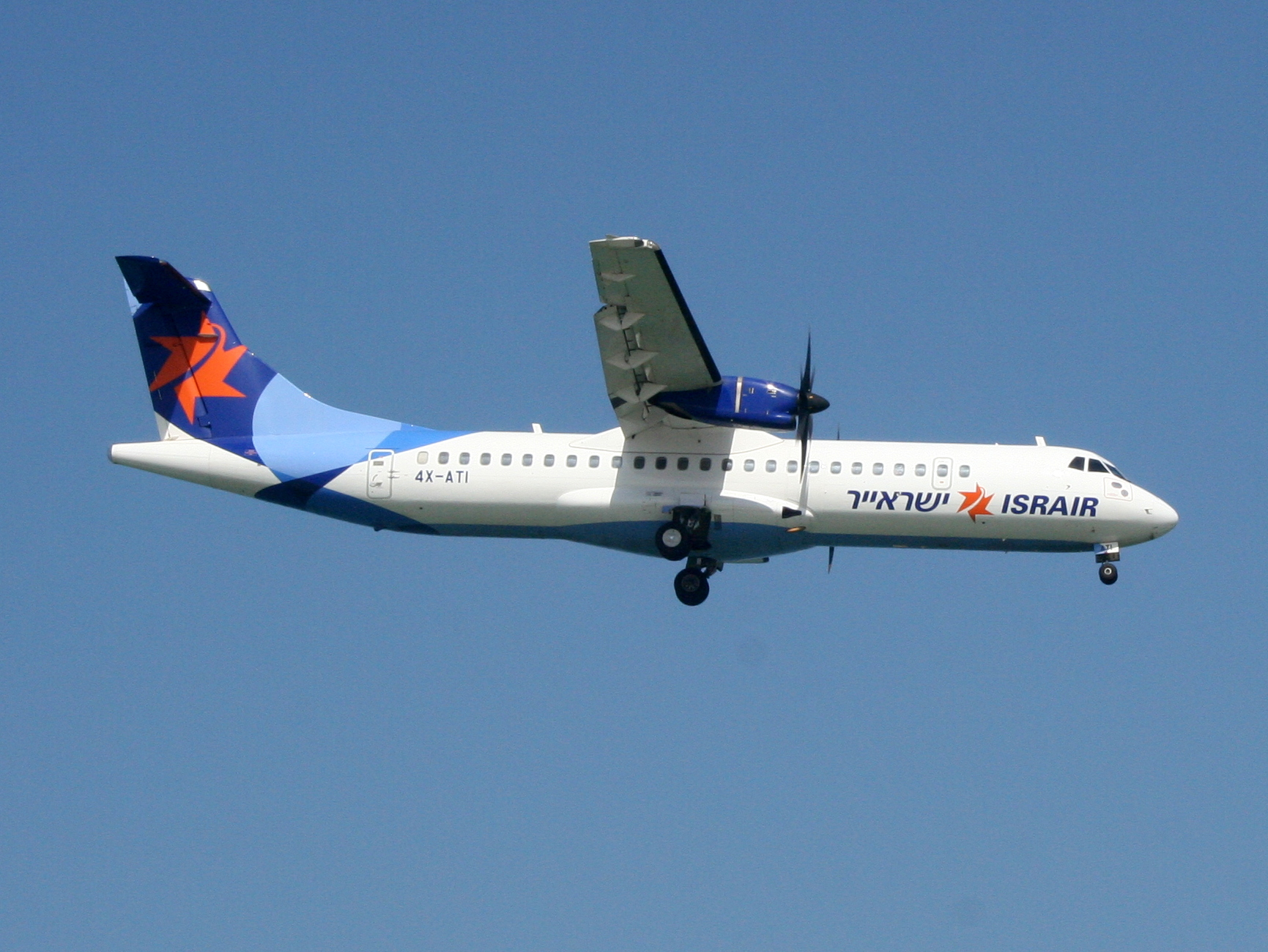
Un ATR 72 d'Israir en courte finale a Sde Dov, Tel Aviv

Israir Airlines ou Israir (Israir Airlines and Tourism Limited) (code AITA : 6H ; code OACI : ISR) est une compagnie aérienne d'Israël
(en hébreu :
ישראייר ).

## Histoire

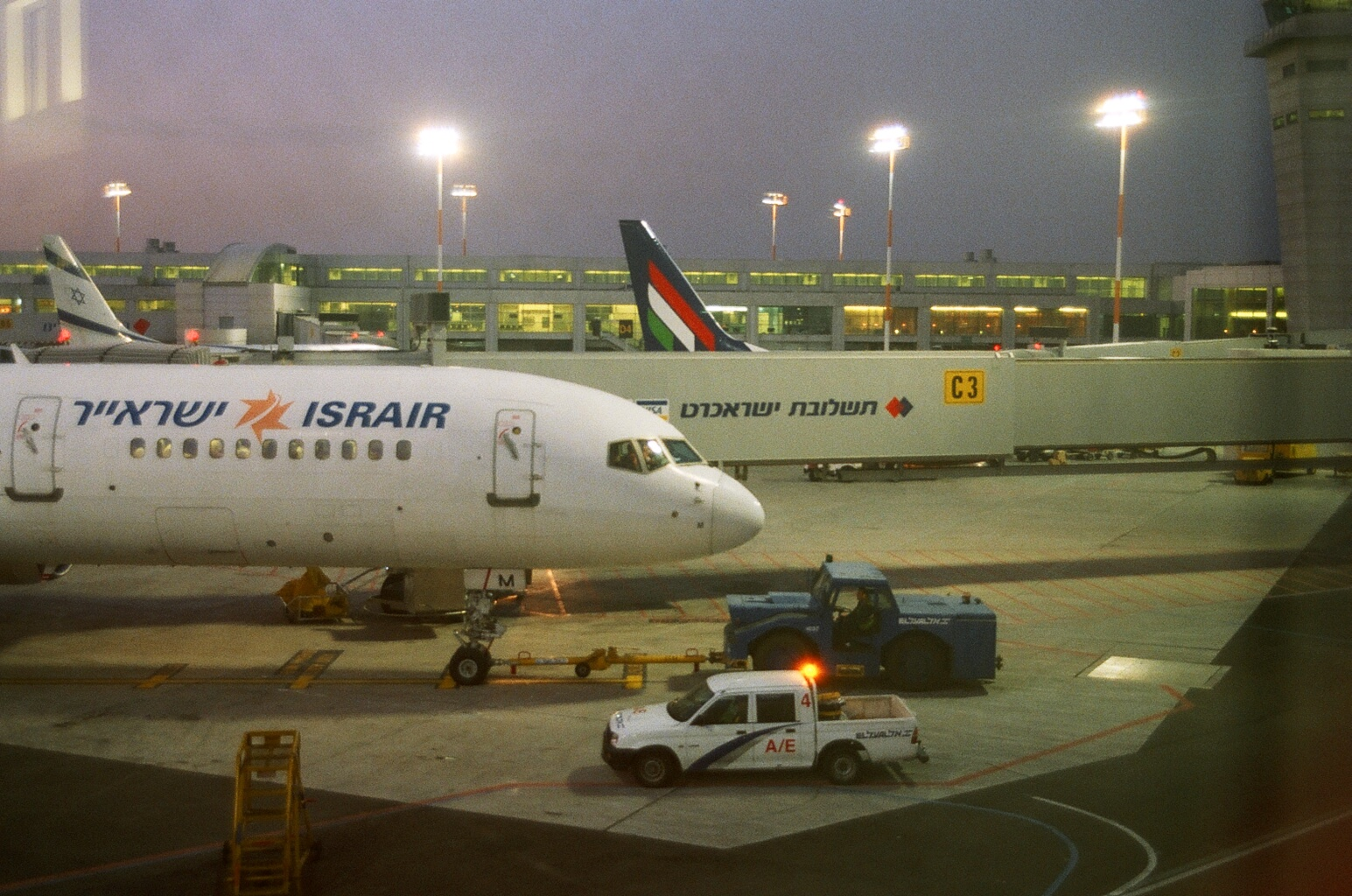
Un ancien Boeing 757 de la compagnie

Elle a été fondée en 1989 sous le nom d'Emek Wings, et fut renommé Israir Airlines en 1996 pour assurer des vols réguliers intérieurs entre Tel Aviv et Eilat, elle est devenue la troisième compagnie intérieure israélienne et dessert des destinations en Europe et dans le bassin méditerranéen,.
Elle était basée sur l'aéroport Tel-Aviv Sdé Dov.
La compagnie aérienne a étendu ses opérations à travers l'océan Atlantique lorsque le service d'affrètement régulier vers l'aéroport international John F.Kennedy de New York a été lancé en juin 2004.[réf. nécessaire] La permission a été accordée à la compagnie aérienne de convertir ceci en service régulier régulier par le gouvernement israélien et la FAA le 1 mai 2006. Ce service a été interrompu en septembre 2008, en raison de la flambée des prix du carburant et d'une baisse prévue du nombre de passagers en raison de la faiblesse du dollar à l'époque.
Après avoir obtenu l'autorisation d'exploiter un service régulier sur la liaison lucrative New York-Tel Aviv, Israir a également entamé des pourparlers avec Boeing et Airbus concernant l'acquisition de nouveaux avions pour sa flotte et le remplacement de ses jets existants.[réf. nécessaire] La compagnie serait également en pourparlers avec Airbus sur le modèle A350.[réf. nécessaire] Il a également signé un accord pour acquérir des avions Airbus A320. Il s'agissait d'une étape importante dans l'aviation israélienne, car aucune compagnie aérienne n'avait encore acheté d'avions Airbus. En avril 2008, la compagnie aérienne a reçu un Airbus A330 pour ses vols à New York afin de remplacer le Boeing 767 qu'elle louait auparavant avec équipage.
Cependant, Israir ne vole plus vers New York et a depuis éliminé tous les avions long-courriers.
Début 2007, la compagnie aérienne a annoncé son intention d'introduire des rouleaux Sky-Torah sur chacun de ses avions. Il s'agit d'une première pour toute compagnie aérienne israélienne et a été considérée par beaucoup comme un moyen d'attirer de nombreux passagers haredi vers la compagnie aérienne à un moment où ils montraient un grand mécontentement à l'égard de leur rival, El Al, après leur vol d'avion le Shabbat. Plus tard en 2007, un passager israélien a annoncé qu'il allait mener une action en justice contre la compagnie aérienne pour avoir mal annoncé l'espace pour les jambes offert à bord de son avion.
Début 2008, lorsque les restrictions ont été levées sur les destinations des compagnies aériennes israéliennes, Israir a demandé le statut de transporteur désigné sur les liaisons d'Israël à Londres, Paris, Berlin, Moscou, Amsterdam, Rome, Budapest, Las Vegas et Miami - dont certaines étaient des destinations. servi par la compagnie aérienne comme routes charters à l'époque.
Israir a reçu le premier des deux avions ATR 72 qu'elle avait en commande début juillet 2011 pour remplacer l' ATR 42, le second devant suivre plus tard dans le mois.
En 2014, la compagnie aérienne a enregistré des pertes de 18,4 millions de shekel. Le 25 mai 2015, un Airbus A320-200 Israir a été saisi par les autorités portugaises alors qu'il se trouvait à Lisbonne en raison de dettes impayées envers la compagnie portugaise euroAtlantic Airways pour un contrat de location en 2008.
Toujours en mai 2015, El Al a confirmé être en pourparlers pour fusionner sa filiale Sun D'Or dans Israir Airlines. Alors que Sun D'Or serait dissoute, El Al gagnerait des parts d'Israir à la place.
En octobre 2020, il a été annoncé que la société était mise aux enchères, les offres doivent être soumises avant le 8 novembre. Le 4 octobre, la première offre a été soumise par Rami Levy (magnat de la grande distribution en Israël) et Shalom Haim via BGI Investments,.
Le 13 octobre, NY Koen Group, basé à Dubaï, dirigé par Naum Koen, a annoncé son intention de participer à la vente aux enchères,,. C'est finalement le groupe de Rami Levy qui a emporté l'achat de la compagnie.
Israir Group a entamé des pourparlers en vue d’acquérir le transporteur tchèque Smartwings en août 2023 qui a offert 44 millions d’euros.

## Flotte

### Flotte Actuelle
La compagnie opère au 23 juillet 2025 les avions suivants :

### Anciens avions de la compagnie
- Airbus A330-200
- 3 ATR 72-500 - 4X-ATH, 4X-ATJ, 4X-ATI

- 5 ATR 42-320 - 4X-ATM, 4X-ATL, 4X-ATN , 4X-ATO, 4X-ATK
- Boeing 737-700
- Boeing 737-800
- 2 Boeing 757-200 - 4X-EBM, 4X-EBI
- 1 Boeing 767-300, acheté à Icelandair - TF-FIC